# 関志雄
関 志雄（かん しゆう、1957年5月12日 - ）は香港出身、経済産業研究所（RIETI）コンサルティングフェローで、野村資本市場研究所シニアフェロー。
1979年香港中文大学経済学科卒、1986年東京大学大学院経済学研究科博士課程修了。1996年東京大学経済学博士。香港上海銀行本社経済調査部エコノミスト、野村総合研究所（NRI）経済調査部アジア調査室室長、経済産業研究所上席研究員等を経て、2004年より現職。
研究分野、主な関心領域は中国の経済改革、アジア地域における経済統合、円通貨圏。
「中国経済新論」というサイトを主宰、連載中の「実事求是」はRIETI中文サイト・英文サイトやサーチナなどにも掲載。

## 主な受賞歴
- 2008年度　第3回樫山純三賞（『中国を動かす経済学者たち』）
- 1996年度　アジア・太平洋賞特別賞

## 主な日本政府委員歴
- 内閣府「日本21世紀ビジョン」に関する専門調査会　グローバル化WG委員（2004年）
- 大蔵省外国為替等審議会専門委員（1997-99年、2003-2010年）
- 経済審議会21世紀世界経済委員会委員（1996-97年）
- 通産省貿易投資政策懇談会委員（1995-96年）

## 主な海外活動歴
- ブルッキングス研究所東アジア政策研究センター客員研究員（1999年9月－2000年6月）
- スタンフォード大学アジア太平洋研究所客員教授（1998年秋季）
- 米国政府招聘International Visitor Program（1996年）
- Journal of the Asia Pacific Economy編集委員（1996年-2003年）

## 主な著作（日本語）
- 『未完の人民元改革：国際通貨への道』文眞堂, 2020
- 『中国「新常態」の経済』日本経済新聞出版社,　2015
- 『中国　二つの罠』日本経済新聞出版社,　2013
- 『チャイナ・アズ・ナンバーワン』東洋経済新報社,　2009
- 『中国を動かす経済学者たち』東洋経済新報社,　2007
- 『中国経済のジレンマ』筑摩書房, 2005
- 『中国経済革命最終章』日本経済新聞社, 2005
- 『共存共栄の日中経済』東洋経済新報社, 2005
- 『人民元切り上げ論争』（編著）東洋経済新報社, 2004
- 『中国　未完の経済改革』（樊綱著、関志雄訳）岩波書店, 2003.11
- 『中国ビジネスと商社－巨大市場へのあくなき挑戦－』（編著）東洋経済新報社, 2003.3
- 『日本人のための中国経済再入門』東洋経済新報社, 2002
- 「日米から日中へシフトする貿易摩擦」『中国の世紀日本の戦略』（鮫島敬治、日本経済研究センター編）日本経済新聞社, 2002
- 「大きな恩恵受ける台湾と香港」『中国ＷＴＯ加盟の衝撃』（鮫島 敬治、日本経済研究センター編）日本経済新聞社, 2001
- 『最新アジア経済と日本』（トラン・ヴァン・トゥ、原田泰と共著）日本評論社, 2001
- 『アジア金融危機』（高橋琢磨、佐野鉄司と共著）東洋経済新報社, 1998
- 『最新中国経済入門』（編著）東洋経済新報社, 1998
- 『円と元から見るアジア通貨危機』岩波書店, 1998『円圏の経済学』日本経済新聞社, 1995（1996年度アジア・太平洋賞受賞）

## 主な著作（中国語）
- 『中国经济新常态』中国经济出版社，2017
- 『做好中国自己的事』中国商務出版社, 2005
- 『亜洲貨幣一体化研究』中国財政経済出版社，2003

## 主な著作（日中対訳）
- 『中国経済新論-中国語力を磨く為の対訳版』（日中対訳）日本僑報社, 2004

## 主な著作（英語）
- "China’s Unfinished Ownership Reform: Privatization and a Fair and Competitive Environment Remain to be Achieved," Policy Research Institute, Ministry of Finance, Japan, Public Policy Review, Volume 16, No. 3, September 2020.
- "The China–US Trade War: Deep-Rooted Causes, Shifting Focus and Uncertain Prospects," Asian Economic Policy Review, Volume 15, Issue 1, January 2020.
- "Issues Facing Renminbi Internationalization: Observations from Chinese, Regional and Global Perspectives," Policy Research Institute, Ministry of Finance, Japan, Public Policy Review, Volume 14, No. 5, September 2018.
- "Business Cycle in China since the Lehman Crisis: Interaction among Macroeconomic Policy, Economic Growth and Inflation," China & World Economy, Volume 21, Issue 5, September-October 2013
- Yen Bloc: Toward Economic Integration in Asia, Brookings Institution Press, 2001（中国語版、『亜洲貨幣一体化研究』，中国財政経済出版社，2003）
- "The Rise Of China as an Economic Power: Implications for Asia," World Economy & China, Institute of World Economics and Politics Chinese Academy of Social Sciences, 2001, No.3
- Asia's Borderless Economy -- The Emergence of Subregional Economic Zones, Eds. （with Edward K.Y. Chen）, Allen and Unwin, 1997
- Economic Interdependence in the Asia-Pacific Region -- Towards a Yen Bloc, Routledge, 1994